# Бамбук сходный
Бамбу́к схо́дный (лат. Bambusa affinis) — вид многолетних вечнозелёных растений рода Бамбук (Bambusa) подсемейства Бамбуковые (Bambusoideae) семейства Злаковые (Poaceae).

## Ареал
Растёт в тропических регионах Индокитая.

## Описание
Стебель может вырасти до 500—600 см в длину и 25—35 мм в диаметре.